# Franz Moroder
Franz Moroder, auch Franz Moroder de Jan Matìe zu Lenèrt (* 4. September 1847 in St. Ulrich in Gröden; † 13. Mai 1920 ebenda) war Kaufmann (und Begründer der Firma Gebr. Moroder Fr. Jos. Simmler’s Nachf., kurz Gebrüder Moroder), Heimatforscher, Förderer des Alpinismus und Tourismus in Gröden sowie erster Bürgermeister der Marktgemeinde St. Ulrich.
Die 1869 gegründete Firma Gebrüder Moroder übernahm 1904 die 1881 gegründete Werkstätte von Franz Joseph Simmler und war im Wesentlichen geprägt durch Franz Moroder und seinen Bruder Alois Moroder, gefolgt um 1912 von Rudolf Moroder und dessen Bruder Eduard Moroder (ab 1915 wirkte Simmler wieder als eigentlicher Leiter des Unternehmens).

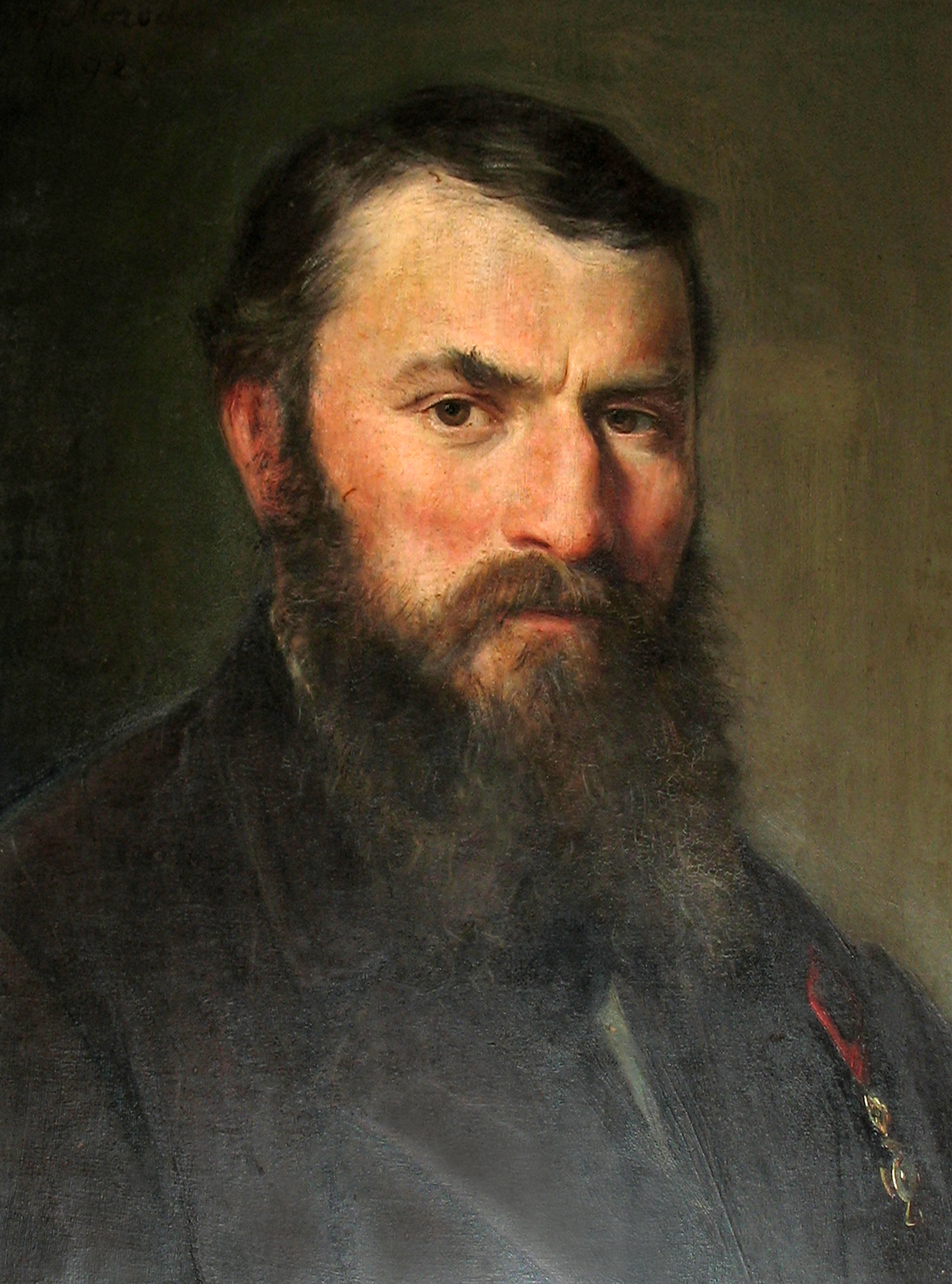
Porträt von Franz Moroder, gemalt von seinem Vetter Josef Moroder-Lusenberg

## Leben

### Ausbildung und Familie
Franz Moroder wurde 1847 als Sohn von Jan Matie Moroder (1802–1849), Kaufmann in Ancona und St. Ulrich, und Marianna Perathoner da Lenèrt geboren. Er besuchte Schulen in St. Ulrich, Brixen und Trient, war zuerst als Handlungsgehilfe in einem Schnittwarengeschäft in Trient und Bozen tätig und wurde schließlich als Kaufmann in Grödner Niederlassungen in St. Petersburg, London und Paris ausgebildet. Dabei lernte er Englisch und Französisch, übersetzte sogar Gedichte aus dem Englischen ins Ladinische und schrieb eine unveröffentlichte Version seines Buches Das Grödner Tal auf Französisch. 1875 heiratete er seine Cousine Marianna Moroder, Schwester des akademischen Malers Josef Moroder-Lusenberg. Er hatte vierzehn Kinder; der zweite Sohn war der Grödner Bildhauer Rudolf Moroder Lenèrt. Weitere Söhne waren Eduard (geboren 1876; gestorben im Juli 1913) und Karl (1879–1914)  und Johann Moroder (1890–1914). Seine Tochter Adele Moroder, verehelicht mit dem Bildhauer Ludwig Moroder, schrieb zahlreiche Erzählungen in ladinischer Sprache.
Franz Moroder betätigte sich auch als Dichter in ladinischer Sprache und musikalisch als Geigen- und Cellospieler. Er veröffentlichte auch einige selbstkomponierte, musikalische Stücke.

### Kaufmännische Tätigkeit

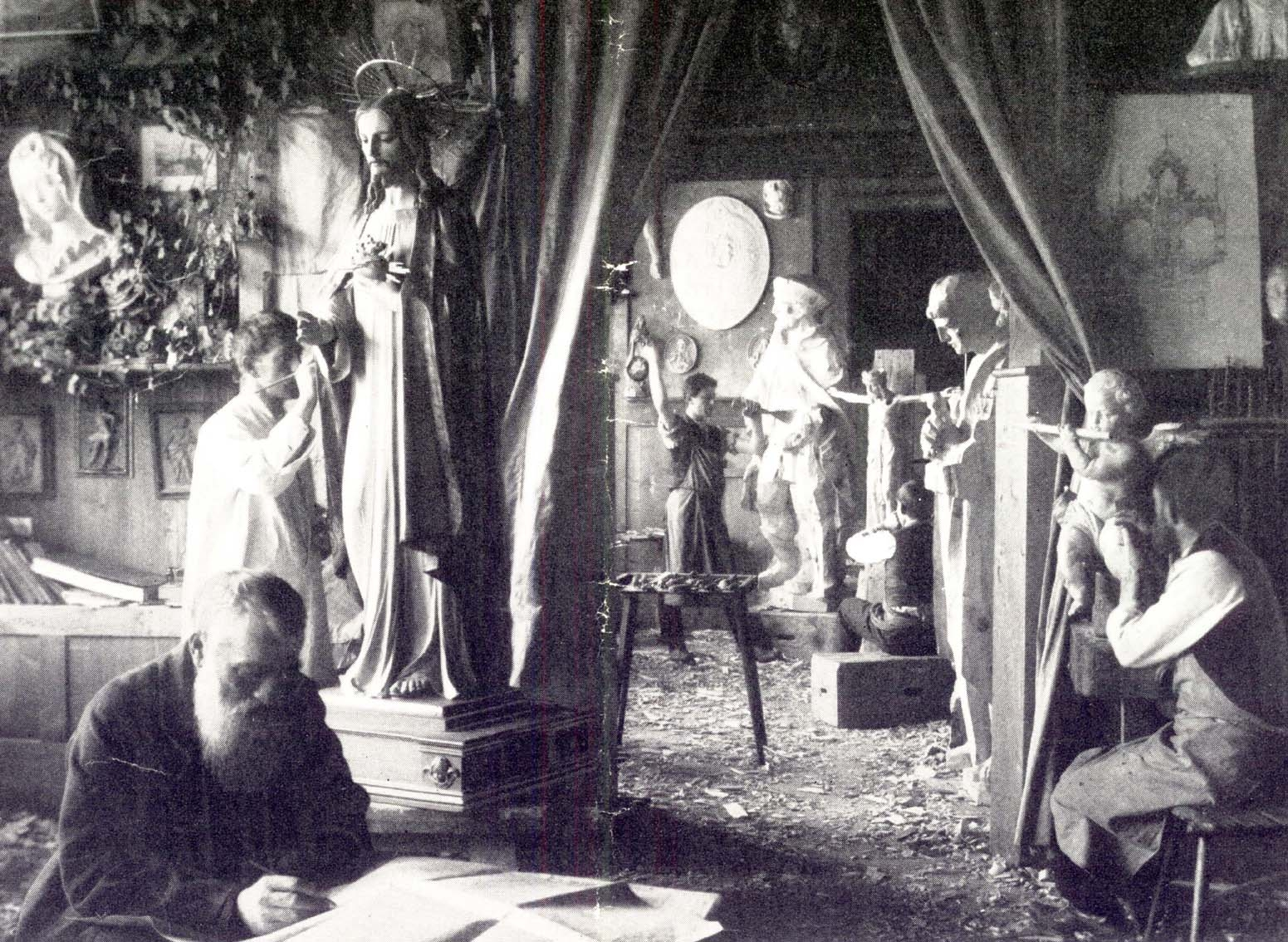
Die Werkstatt der Gebrüder Moroder im Haus Lenert in St. Ulrich. Vorne links Franz Moroder und rechts sein Schwiegersohn Ludwig Moroder

1869 gründete er mit seinem Bruder Alois Moroder den Handelsbetrieb für Holzspielzeug und kirchliche Einrichtungen Gebrüder Moroder.
Die Firma Gebrüder Moroder erweiterte ihre Tätigkeit in der kirchlichen Kunst im Ausland, indem sie 1904 die renommierte Kunstwerkstatt von Franz Joseph Simmler in Offenburg im damaligen Großherzogtum Baden übernahmen. Die im Haus „Costa“ ihren Sitz habende Firma wurde von seinen Söhnen Eduard und Rudolf Moroder geleitet und beschäftigte bis zu vierzig Kunsthandwerker. Die Firma (nun unter Kirchliche Kunstwerkstätte Gebrüder Moroder Franz Jos. Simmler’s Nachf. Offenburg in Baden, Zweighaus in St. Ulrich-Gröden (Tirol) weitergeführt) wurde bei den Weltausstellungen in London und Paris, in Eger, Bozen, Wien, St. Petersburg und Florenz mit zehn Auszeichnungen, darunter drei Goldmedaillen prämiert. Die Altäre der Gebrüder Moroder stellen meist das Leben von Heiligen dar, insbesondere von Jesus und seiner Mutter Maria sowie seines Vaters Josef. Nachdem Karl Moroder, der nach dem Tod von Rudolf Moroder an der russischen Front in Galizien die Firma in Offenburg übernehmen sollte, im Neujahr 1915 noch immer in Galizien vermisst wurde, übernahm Franz Simmler im Einvernehmen mit dem in St. Ulrich wirkenden Franz Moroder wieder die eigentliche Leitung des Geschäfts. Nach dem Tod Franz Moroders übernahm der Freiburger Kunstschreiner Repple die Firma. Die Witwe Josefine Moroder, die immer wieder Ärger mit Repple hatte, zog nach dem 29. August 1921 mit ihren drei Kindern von Offenburg nach St. Ulrich.

### Lokalpolitische Karriere
Mit 25 Jahren wurde Moroder 1872 in den Gemeindeausschuss von St. Ulrich gewählt. Ab 1886 war er korrespondierendes Mitglied der Handels- und Gewerbekammer Bozen und wurde 1898 durch diese mit einer Ehrenmedaille ausgezeichnet. 1902 wurde er Gemeindevorsteher. Als solcher setzte er sich für die Entstehung der ersten Gemeinde-Hochdruckwasserleitung ein, einige Stellen des Cuecenes-Baches wurden durch Wildbachverbauung gesichert und der Raschötzer Wald wurde vor Holzdieben geschützt. Er gründete die erste Sparkasse in der Talschaft und war auch der erste Direktor derselben. Der Initiative Moroders ist auch die Erhebung St. Ulrichs zur Marktgemeinde im Jahr 1907 zu verdanken, in deren Rahmen er zum ersten Bürgermeister und Ehrenbürger der Gemeinde ernannt wurde. 1909 erhielt er das Goldene Verdienstkreuz mit der Krone von Kaiser Franz Joseph.

### Sonstiges
1885 wurde Franz Moroder Mitgründer der Sektion Gröden des Deutsch-Österreichischen Alpenvereins (DÖAV). Als korrespondierendes Mitglied des DÖAV unterstützte er die alpinistische und touristische Erschließung Grödens. 1895/96 konnte, auch durch seine tatkräftige Bemühungen und Unterstützung, das Hospiz am Grödner Joch erschlossen werden; er wirkte mehrere Jahre als Präsident des Hospiz-Konsortiums.
Franz Moroder war mit Archangelus Lardschneider, Josef Runggaldier und seinem Neffen Wilhelm Moroder-Lusenberg einer der Hauptförderer der ladinischen Sprache. In mehreren Schriften und Flugblättern setzte er sich für die Erhaltung der ladinischen Sprache ein.

## Veröffentlichungen
- Zur Topographie und Nomenclatur der Geisslerspitzen-Gruppe. In: Mitteilungen der Deutschen und Österreichischen Alpenvereins Nr. 15, 1887, S. 178–180.
- Das Grödner Tal. Herausgegeben von der Section Gröden des Deutschen u. Österreichischen Alpenvereins. St. Ulrich in Gröden 1891 (Digitalisat); 2. Auflage 1914.
- Warnung. Flugschrift von Franz Moroder an den Ladinerverein 1906.
- Nochmals ein offenes Wort. Flugschrift von Franz Moroder 1906.
- Das Deutschtum in Gröden. Fünfseitige Schrift signiert Franz Moroder 1911.
- Der Religionsunterricht in Gröden. Flugschrift signiert Franz Moroder, Altbürgermeister, St. Ulrich in Gröden, Juni 1912.
- Sauri da se tenì a-mënz (Inuemes de lues sun Resciesa y Vaves). In: Calënder de Gherdëina 1914, S. 72–74.